# Artorima erubescens
Artorima erubescens (Lindl.) Dressler & G.E. Pollard, 1971 è una orchidea della sottofamiglia Epidendroideae (tribù Epidendreae, sottotribù Laeliinae), endemica del Messico. È l'unica specie nota del genere Artorima.